# 表面弾性波フィルター

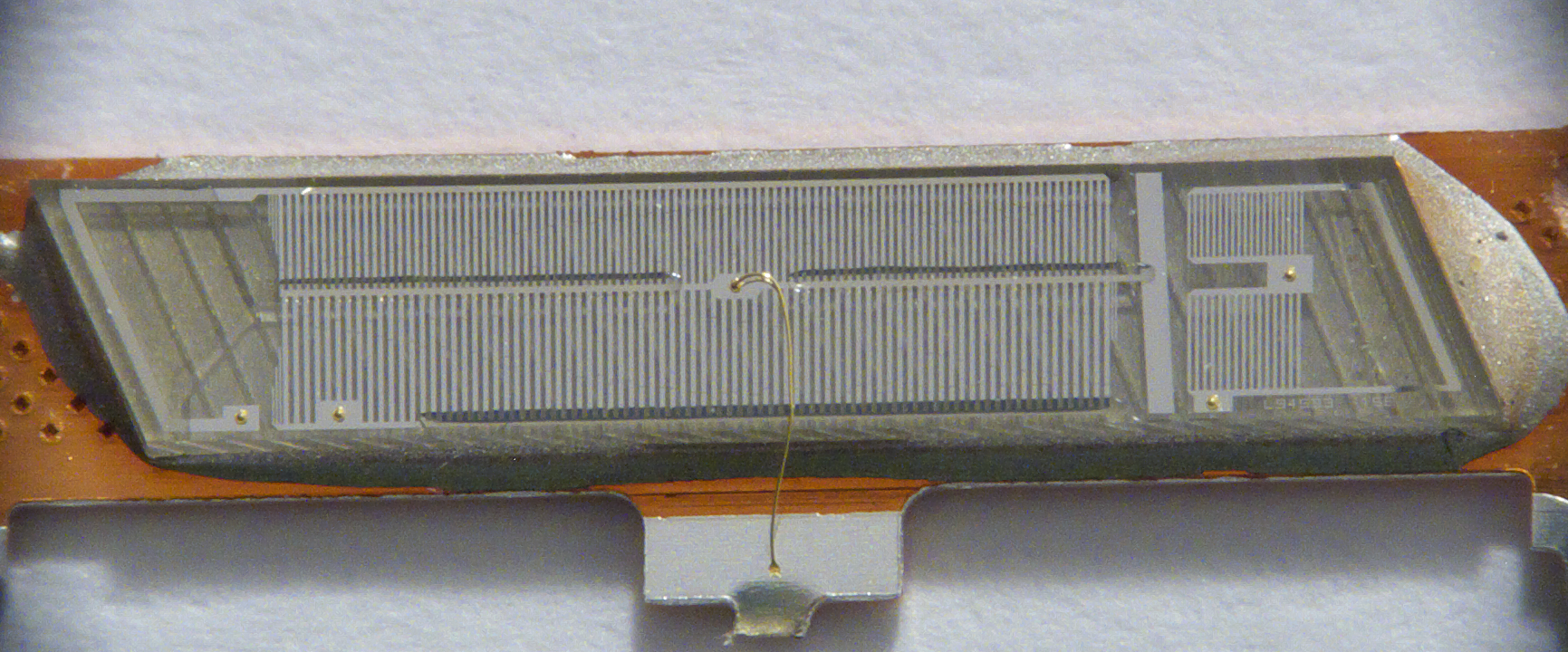
VHF / UHF 用の表面弾性波フィルター。

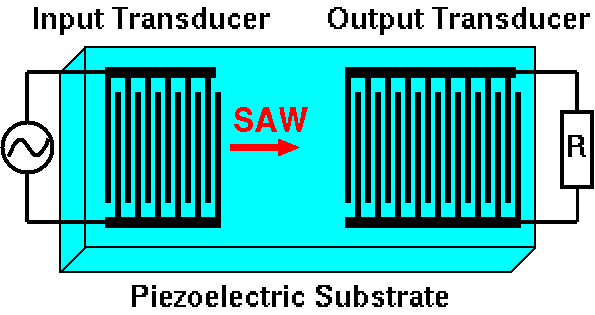
典型的な表面弾性波フィルターの模式図。

表面弾性波フィルター（ひょうめんだんせいはフィルター、英: surface acoustic wave filter、SAWフィルター）とは、圧電体の薄膜、もしくは基板上に形成された規則性のあるくし型電極(IDT)により、特定の周波数帯域の電気信号を取り出す素子のことである。くし型電極(IDT)の構造周期と圧電体や電極の物性により、中心周波数や帯域を決めることができる。

## 特性
一般に数十メガヘルツ以上の高周波を対象にしたフィルターであり、現在（2005年）のところ、数ギガヘルツまでの周波数帯を取り出すことができる。
一般に、基板側が圧電体である。
SAWフィルタに使われる圧電体としては、水晶のほか、タンタル酸リチウム(LiTaO3 )やニオブ酸リチウム(LiNbO3)などのリチウム化合物がよく用いられているという。
製造の際には、微細電極などの微細部があるため、半導体製造のようにフォトリソグラフィーが用いられ、クリーンルームで製造されるという。